# Gulustan Mahmood
Gulustan Mahmood Ieso (arabisch كولستان محمود, * 1. August 1991) ist eine ehemalige irakische Leichtathletin, die sich auf den Sprint spezialisiert hat.

## Sportliche Laufbahn
Erste internationale Erfahrungen sammelte Gulustan Mahmood im Jahr 2009, als sie bei den arabischen Meisterschaften in Damaskus mit neuem Landesrekord von 53,65 s die Goldmedaille im 400-Meter-Lauf gewann und über 200 Meter mit Landesrekord von 24,49 s Silber hinter der Syrerin Munira Saleh gewann. Zudem siegte sie mit der irakischen 4-mal-100-Meter-Staffel in 47,22 s und gewann mit der 4-mal-400-Meter-Staffel in 3:47,39 min die Silbermedaille hinter dem Team aus Marokko. Anschließend belegte sie bei den Hallenasienspielen in Hanoi in 7,53 s den sechsten Platz im 60-Meter-Lauf und gewann über 400 Meter mit neuem Hallenrekord von 53,75 s die Silbermedaille hinter der Chinesin Chen Jingwen. Zudem erreichte sie mit der irakischen 4-mal-400-Meter-Staffel in 3:59,01 min Rang vier. Daraufhin nahm sie an den Asienmeisterschaften in Guangzhou teil und schied dort im 200-Meter-Lauf mit 25,22 s im Halbfinale aus, während sie über 400 Meter mit 58,59 s im Vorlauf scheiterte. Im Jahr darauf wurde sie bei den Hallenasienmeisterschaften in Teheran in 2:31,61 min Achte im 800-Meter-Lauf und siegte anschließend bei den Juniorenasienmeisterschaften in Hanoi in 54,17 s über 400 Meter sowie in 2:14,40 min auch über 800 Meter. Damit qualifizierte sie sich über 400 Meter für die Juniorenweltmeisterschaften in Moncton, bei denen sie mit 54,70 s im Halbfinale ausschied. Im November nahm sie an den Asienspielen in Guangzhou teil, scheiterte dort aber mit 53,44 s in der ersten Runde. 2011 gewann sie bei den Asienmeisterschaften in Kōbe ursprünglich die Silbermedaille über 400 Meter und Bronze mit der Staffel und wurde über 200 Meter disqualifiziert. Damit wäre sie die erste Irakerin gewesen, die eine Medaille bei Asienmeisterschaften gewinnen konnte. 2012 wurde aber bekannt, dass sie auf die verbotene Substanz Methylhexanamin getestet wurde und ihre Resultate aus 2011 daraufhin annulliert wurden und Mahmood für ein Jahr gesperrt wird. Sie beendete daraufhin ihre Karriere.

## Persönliche Bestleistungen
- 200 Meter: 24,49 s, 9. Oktober 2009 in Damaskus
  - 60 Meter (Halle): 7,53 s, 31. Oktober 2009 in Hanoi
- 400 Meter: 53,44 s, 21. November 2010 in Guangzhou (irakischer Rekord)
  - 400 Meter (Halle): 53,75 s, 1. November 2009 in Hanoi (irakischer Rekord)
- 800 Meter: 2:14,40 min, 2. Juli 2010 in Hanoi
  - 800 Meter (Halle): 2:31,61 min, 25. Februar 2010 in Teheran